# 8999 Tashadunn
8999 Tashadunn este un asteroid din centura principală de asteroizi.

## Descriere
8999 Tashadunn este un asteroid din centura principală de asteroizi. A fost descoperit pe 2 martie 1981 la Siding Spring de Schelte J. Bus. Asteroidul prezintă o orbită caracterizată de o semiaxă mare de 2,22 ua, o excentricitate de 0,18 și o înclinație de 1,9° în raport cu ecliptica.